# Фудбал у Албанији
Фудбал је најпопуларнији спорт у Албанији, како на нивоу учесника тако и на нивоу гледалаца. Спортом управља Фудбалски савез Албаније (алб. Federata Shqiptare e Futbollit).

## Историја фудбала у Албанији
Фудбал је у Албанију стигао почетком 20. века. Први забележени меч био је између студената на хришћанској мисији у Скадру . Игра је порасла у популарности и до 1919. основан је први клуб, КС Вллазниа Схкодер . 1920. основан је СК Тирана. Други градови су следили њихов пример и 6. јуна 1930. основан је Фудбалски савез Албаније (ФСФ). Удружење је постало члан управног тела фудбала ФИФА 1932. године, а придружило се европском управном телу УЕФА 1954. као члан оснивач.
Домаће првенство почело је 1930. године са 6 екипа. КФ Тирана су били инаугурални победници. Они су, заједно са тимовима КС Динамо Тирана, Влазниа Схкодер и ФК Партизани, наставили да доминирају албанском сценом до данас. Године након Другог светског рата дошле су до новог политичког поретка, са увођењем комунистичког система који је имао позитиван утицај што се тиче привлачности игре. Фудбал је коришћен као популарна забава. Његова инфраструктура је јачала како је игра организована и развијана у државним предузећима, школама, селима и градовима. Основани су нови институционални клубови као што су Партизани Тирана (1946) и Динамо Тирана (1950) (којим управљају Министарство одбране, односно Министарство унутрашњих послова). До 1990. године били су привилеговани у односу на остале клубове јер су могли да добију играче из других тимова.
Од 1991. године дошло је до кључних политичких и економских промена које су имале огроман утицај на нацију, пошто је централизована економија и политички систем дошли до краја. Резултат за фудбалере земље била је прилика да свој трејд играју на страним теренима. Суседна Грчка и балканске државе биле су популарне дестинације за играче који су били довољно добри да оду у иностранство.

## Лига и Куп систем
Албанска лига је подељена на 4 дивизије. Албанска суперлига ( алб. Kategoria superiore   ) формиран је 1930. Године 1998. преузео је садашње име и највиши је ниво албанског фудбала. Тренутно се састоји од 10 тимова. Суперлига је изместила Прву дивизију ( алб. Kategoria e Parë   ) као највиша дивизија, а ово је сада други ниво албанског фудбала. Испод овога је Друга дивизија ( алб. Kategoria e dyte   ), који је географски подељен на А и Б.
Победници лиге имају право да се такмиче у УЕФА Лиги шампиона у првој фази квалификација. Другопласирани имају право да се такмиче у УЕФА Лиги Европе, такође у фази прве рунде квалификација. КФ Тирана држи рекорд по титули у албанској лиги са 24.
| Ниво | Лига(е)/Дивизија(е)                                                           | Лига(е)/Дивизија(е)                                                           | Лига(е)/Дивизија(е)                                                           | Лига(е)/Дивизија(е)                                                           | Лига(е)/Дивизија(е)                                                           | Лига(е)/Дивизија(е)                                                           | Лига(е)/Дивизија(е)                                                           | Лига(е)/Дивизија(е)                                                           | Лига(е)/Дивизија(е)                                                           | Лига(е)/Дивизија(е)                                                           | Лига(е)/Дивизија(е)                                                           | Лига(е)/Дивизија(е)                                                           |
| 1    | Категориа супериоре 10 клубова                                                | Категориа супериоре 10 клубова                                                | Категориа супериоре 10 клубова                                                | Категориа супериоре 10 клубова                                                | Категориа супериоре 10 клубова                                                | Категориа супериоре 10 клубова                                                | Категориа супериоре 10 клубова                                                | Категориа супериоре 10 клубова                                                | Категориа супериоре 10 клубова                                                | Категориа супериоре 10 клубова                                                | Категориа супериоре 10 клубова                                                | Категориа супериоре 10 клубова                                                |
|      | ↓↑ 2-3 клуба                                                                  |                                                                               |                                                                               |                                                                               |                                                                               |                                                                               |                                                                               |                                                                               |                                                                               |                                                                               |                                                                               |                                                                               |
| 2    | Категориа е паре 20 клубова подељених у 2 серије по 10 клубова                | Категориа е паре 20 клубова подељених у 2 серије по 10 клубова                | Категориа е паре 20 клубова подељених у 2 серије по 10 клубова                | Категориа е паре 20 клубова подељених у 2 серије по 10 клубова                | Категориа е паре 20 клубова подељених у 2 серије по 10 клубова                | Категориа е паре 20 клубова подељених у 2 серије по 10 клубова                | Категориа е паре 20 клубова подељених у 2 серије по 10 клубова                | Категориа е паре 20 клубова подељених у 2 серије по 10 клубова                | Категориа е паре 20 клубова подељених у 2 серије по 10 клубова                | Категориа е паре 20 клубова подељених у 2 серије по 10 клубова                | Категориа е паре 20 клубова подељених у 2 серије по 10 клубова                | Категориа е паре 20 клубова подељених у 2 серије по 10 клубова                |
|      | ↓↑ 2-4 трефа                                                                  |                                                                               |                                                                               |                                                                               |                                                                               |                                                                               |                                                                               |                                                                               |                                                                               |                                                                               |                                                                               |                                                                               |
| 3    | Категориа е дите 23 клуба + 3 резервна тима подељена у 2 серије од 13 клубова | Категориа е дите 23 клуба + 3 резервна тима подељена у 2 серије од 13 клубова | Категориа е дите 23 клуба + 3 резервна тима подељена у 2 серије од 13 клубова | Категориа е дите 23 клуба + 3 резервна тима подељена у 2 серије од 13 клубова | Категориа е дите 23 клуба + 3 резервна тима подељена у 2 серије од 13 клубова | Категориа е дите 23 клуба + 3 резервна тима подељена у 2 серије од 13 клубова | Категориа е дите 23 клуба + 3 резервна тима подељена у 2 серије од 13 клубова | Категориа е дите 23 клуба + 3 резервна тима подељена у 2 серије од 13 клубова | Категориа е дите 23 клуба + 3 резервна тима подељена у 2 серије од 13 клубова | Категориа е дите 23 клуба + 3 резервна тима подељена у 2 серије од 13 клубова | Категориа е дите 23 клуба + 3 резервна тима подељена у 2 серије од 13 клубова | Категориа е дите 23 клуба + 3 резервна тима подељена у 2 серије од 13 клубова |
|      | ↓ 2-3 трефа ↑ 2-3 трефа                                                       |                                                                               |                                                                               |                                                                               |                                                                               |                                                                               |                                                                               |                                                                               |                                                                               |                                                                               |                                                                               |                                                                               |
| 4    | Категориа е трете 8 клубова                                                   | Категориа е трете 8 клубова                                                   | Категориа е трете 8 клубова                                                   | Категориа е трете 8 клубова                                                   | Категориа е трете 8 клубова                                                   | Категориа е трете 8 клубова                                                   | Категориа е трете 8 клубова                                                   | Категориа е трете 8 клубова                                                   | Категориа е трете 8 клубова                                                   | Категориа е трете 8 клубова                                                   | Категориа е трете 8 клубова                                                   | Категориа е трете 8 клубова                                                   |

Фудбалски куп Албаније ( алб. Kupa e Shqipërisë   ), које је главно такмичење у нокаут купу у земљи, основано је 1939. године. Победници имају право да се такмиче у УЕФА Лиги Европе, у првој фази квалификација. Најуспешнији тим у овом такмичењу, КФ Партизани Тирана, освојио је куп 15 пута.
Суперкуп Албаније, који је почео 1989. године, је појединачни меч одигран на почетку сезоне између победника Суперлиге и Купа Албаније. Најуспешнији тим на овом такмичењу, КФ Тирана, победио је 9 пута.

## Албански фудбалски клубови у европским такмичењима
Албански фудбалски клубови имају дугу историју у европском фудбалу. Најуспешнији клубови у прошлости били су ФК Тирана и ФК Фламуртари као и ФК Партизани Тирана . У новијој историји КФ Скендербег Корце је био прилично успешан у УЕФА Лиги Европе .

### Европски куп / УЕФА Лига шампиона
Први албански клуб који је ушао у Куп Европе био је ФК Партизани Тирана 1962-63. играјући у првом колу против Норчепинга изгубивши после две утакмице, упркос ремију код куће са 1-1, у реваншу. Следеће године Партизани је победио у свом првом мечу у Купу Европе 1963-64 у првој утакмици против Пловдива голом Колеч Краја. У реваншу на гостовању, Партизани се замало пласирао у друго коло, али је изгубио са 1-3 упркос голу Панајота Пана. Годину дана касније, 1964–65, Партизани Тирана се суочио са 1. ФК Келн из Немачке у претколу. Албанци су изненадили Немце и на свом терену одиграли нерешено 0:0. У реваншу у Келну Партизани Тирана је изгубио меч са 0–2.
КФ Тирана је први пут ушла на европску фудбалску сцену 1969-70 . Након што су у првом мечу изгубили од белгијског тима Стандард Лијеж 0–3 у гостима, ремизирали су код куће 1–1 захваљујући касном голу Јосифа Казанџија .
Следеће године, КФ Тирана се суочила са тимом Ередивисие АФЦ Ајаксом у Европском купу 1970–71 у првом колу. Тирана је ремизирала Ајакс 2–2 након што је изгубила 0–2 на свом терену. Албанци су изједначили головима Јосифа Казанџија и Чече. Тирана се сусрела са Ајаксом у реваншу на Олимпијском стадиону у Амстердаму . Ајакс је победио са 2:0 и освојио Куп.
КФ Влазнија Скадар је дебитовала на Европском купу 1978-79 против ФК Аустрија Беч у првом колу. Влазнија је победила Аустрију у првом мечу са 2:0 головима Медина Жеге и Шићирија Балђинија . У наредном мечу Влазнија је имала добре шансе да се квалификује као први албански фудбалски клуб у осмини финала. Наде су се распршиле за Влазнију пошто су изгубили са 4-1 на гостовању у Бечу .
Партизани Тирана се четврти пут квалификовао за Куп у сезони 1979–80 и победио Селтик са 1:0 у првом мечу ударцем главом Агима Муратија у 35. минуту. Селтик је преокренуо ствари и победио Партизани са 4–1 упркос аутоголу на Селтик парку у Глазгову .
Две године касније у Европском купу 1981–82, Партизани Тирана се у првом колу сусрео са Аустријом из Беча. Партизани су у првом мечу изгубили у гостима са 1-3. Албанци су одиграли реванш код куће на стадиону Кемал Стафа и победили резултатом 1–0. Гол за Партизани постигао је Хаџи Балђини у 31. минуту. Партизани су морали да постигну два гола да би се пласирали у други круг, а упркос победи су елиминисани из такмичења.

### Историјске 1980-те у Европском купу за албанске фудбалске клубове
Следеће године на Европском купу 1982–83, КФ Тирана се суочила са Линфилд ФЦ у првом колу. Тимови су први меч играли у Тирани. Тирана је победила са 1:0 голом Агустина Кола . У реванш мечу, Тирана се суочила са Линфиедом на Виндзор Парку у Белфасту. Арбен Минга је погодио у 28. минуту, али је Линфиед постигао два брза гола у последњим минутама меча. Упркос поразу у гостима од 2-1, КФ Тирана се квалификовала као први албански фудбалски клуб у историји за осмину финала Европског купа . Тим би играо против Динама из Кијева у осмини финала, али Тирана није учествовала.
После неколико година без успеха за Албанију, КФ Тирана се такмичила по шести пут у историји на Европском купу 1988-89 . Тим се у првом колу суочио са Хамрун Спартансима са Малте . У првом мечу су играли у гостима на Националном стадиону у Та' Калију. КФ Тирана је почела голом Анести Стоје у 5. минуту, али је Ħамрун постигао два гола за победу у мечу резултатом 2–1. У реваншу, Тирана је победила Спартанце са 2:0 и пласирала се у осмину финала.
У првој утакмици осмине финала, Тирана се састала са ИФК Гетеборгом на свом терену и изгубила меч са 0–3. Тирана је савладала Гетеборг са 1:0 у реваншу на стадиону Улеви, али се није квалификовала у четвртфинале.
У следећем Европском купу 1989–90, КФ Тирана се у првом колу суочила са малтешким тимом Слијема Вондерерс ФЦ . Прва утакмица је одиграна у гостима на Националном стадиону. Албанци су изгубили 0-1. ФК Тирана је победила у реваншу резултатом 5–0 головима Агустина Коле, Бардија, Хође и Флоријана Ризе и пласирала се у осмину финала по трећи пут у историји клуба.
У осмини финала, КФ Тирана се суочила са бундеслигашом ФК Бајерн Минхен из Немачке . У првој утакмици на Олимпијастадиону у Минхену, КФ Тирана је изгубила резултатом 3–1. У другом мечу, Тирана се суочила са Бајерном код куће и изгубила са 0–3.

### Куп УЕФА / УЕФА Лига Европе
Албанија се није такмичила у Купу УЕФА колико у Купу победника купова или у Европском купу, упркос успеху Албаније крајем 80-их. Фламутари Влора  и последњих година КФ Скендербеу Корче били су најуспешнији албански тимови у Купу УЕФА.
Динамо Тирана постао је први албански фудбалски тим који је дебитовао у Купу УЕФА током такмичења 1981-82 . У првом колу сусрели су се са Царл Зеисс Јеном из Источне Немачке . У првој утакмици, Динамо се суочио са противником код куће на стадиону Селман Стермаси, победивши резултатом 1–0 голом Василака Зерија . Динамо Тирана је морао да путује у Јену да би се у реваншу против Карла Цајса на Ернст-Аббе-Спортфелду. Албанци су изгубили резултатом 4-0 и нису успели да се пласирају у друго коло.
У Купу УЕФА 1985–86, Динамо Тирана се суочио са Ħамрун Спартанс са Малте. У првој утакмици, Динамо је на свом терену савладао Спартанце резултатом 1:0 голом Едуарда Абазија. Динамо је ремизирао на гостовању у реваншу 0 : 0 и тако се пласирао у први албански фудбалски клуб у другом колу. У другом колу Динамо Тирана се суочио са португалским Спортингом из Лисабона . У првој утакмици, Тирана је на свом терену одиграла нерешено 0:0. У гостима на стадиону Жозе Алваладе у Лисабону, Тирана је изгубила 0–1 и испала из такмичења.
Фљамуртари Валона је дебитовао на Купу УЕФА 1986–87. У првом колу су се састали са Барселоном . Екипе су одиграле прву утакмицу на стадиону Фљамуртари. Фламутари су довели у предност голом Васила Руција  у 68. минуту. Барселона је изједначила у 88. минуту и обезбедила реми 1:1 у Валони . У реваншу, Фламутари је отпутовао у Шпанију да би се суочио са Барселоном на Камп Ноу . Утакмица је завршена нерешеним резултатом 0-0. Барселона је напредовала и избацила Фљамутарија из такмичења због правила у гостима.
Фламутари се квалификовао за други узастопни Куп УЕФА 1987–88 . Фламутари се у првом колу сусрео са југословенским Партизаном из Београда . Фламутари је победио у првом мечу код куће резултатом 2–0 аутоголом и голом Роланда Иљадија . Екипе су одиграле реванш на стадиону Партизана у Београду. Ситуација је била напета између Албанаца и Срба, због политичких немира на Косову . Партизан је водио меч са 2-0 све док Сокол Кушта није погодио за резултат 2-1 и Фламутарија се пласирала  у друго коло по први пут у историји за Албанију у Купу УЕФА.
Фљамутари Валона се у другом колу сусрела са источнонемачком Висмутом Ауеом. Фламутари је изгубио први меч на стадиону Отто-Гротевохл у Ауеу са 1-0. Победили су у реваншу на свом терену са 2-0 головима Рапа Тахоа и Васила Руција и постали први албански тим који се пласирао у осмину финала Купа УЕФА. Они су такође постали прва албанска екипа која је победила два клуба у УЕФА такмичењу после два одиграна кола.
Фламутари се по други пут у историји суочио са Барселоном у трећем колу на Камп Ноу . Фламутари је на полувремену изгубио резултатом 1-0, али су три брза гола у другом полувремену повела Барсу са 4-0. Васил Руци је извео једанаестерац и довео коначан резултат на 4–1. У наредном мечу, Фљамутари је савладао Барсу са 1-0 на препуном стадиону Фљамуртари у Валони голом Сокол Куште. Упркос победи, Фламутари се није пласирао у четвртфинале. Од маја 2022. године, Фламутаријева утакмица у Купу УЕФА 1987–88 била је најуспешнији резултат за Албанију у УЕФА такмичењу.

### УЕФА Куп победника купова
Неколико албанских фудбалских клубова, укључујући КФ Беса Каваје, КФ Тирана и КФ Влазнија Скадар, учествовало је на УЕФА Купу победника купова.
Албанија је дебитовала на такмичењу 1968-69 када се ФК Партизани Тирана сусрела са италијанским тимом Торино . У првом мечу Партизани Тирана је победио Торино на свом терену. У реваншу, Албанци су изгубили у гостима са 3-1 и нису успели да се пласирају у четвртфинале. Торино се после меча пласирао директно у четвртфинале.
У Купу победника купова Европе 1970–71, Партизани Тирана се сусрео са шведским тимом Атвидабергс ФФ у прелиминарном колу у Копарвалену. Партизани је на гостовању одиграо нерешено 1-1. У наредном мечу на свом терену, Албанци су победили са 2-0 головима Панајота Паноа и Рамазана Рагамија . Ово коло је било први пут да је Партизан напредовао у УЕФА такмичењу након ремија у првој утакмици.
На следећем Купу победника купова Европе 1971–72, Динамо Тирана је дебитовао против аустријске Аустрије Беч . Динамо је на свом терену одиграо нерешено 1-1 голом из пенала Иљаза Чечеа . На следећој утакмици на Пратерстадиону у Бечу, Албанци су изгубили са 1-0 и нису успели да се пласирају у осмину финала.
У следећој сезони УЕФА победника купова 1972-73, КФ Беса Каваје је дебитовао у првом колу против Фремада Амагера из Данске . Албанци су ремизирали у гостима 1-1 и обезбедили нерешен резултат 0-0 на свом терену и тако постали први албански клуб који је прошао у осмину финала на такмичењу.
Албанци су се у осмини финала сусрели са шкотским Хибернијаном . У првом мечу у гостима, Беса је изгубио 7-1 упркос голу М. Карикија. У наредном мечу на стадиону Беса, Албанци нису успели да надокнаде заостатак од шест голова и испали су из такмичења, ремизирајући 1-1 голом К. Пагрије.
После неколико година у којима Албанија није могла да се нађе на овом такмичењу, вратили су се неколико година касније 1980-81 у којој је ФК Партизани Тирана играо против Малмеа из Шведске. У првом кругу. Упркос блиском мечу, изгубили би прву утакмицу са 1-0 у гостима. Посебно су ремизирали на свом терену са 0-0, што је још увек недовољно за даље квалификације.
Две године касније, у издању 1982-83, Динамо Тирана се у првом колу суочио са Абердином из Шкотске. У првом мечу изгубили би близу са 1-0 упркос добром мечу. У реваншу нису успели да савладају 0-0 у Тирани и тако су још једном напустили такмичење у првом колу. Значајна чињеница Абердин би наставио и на крају победио у такмичењу те одређене године, након победе против Реал Мадрида у финалу.
У издању 1983-84 17 Нентори Тирана ће дебитовати на овом такмичењу. Њихово прво изједначење било је против шведског хамарбија . У гостима нису могли да се такмиче са противником, пошто су се суочили са запањујућим поразом на Содерстадиону са 4-0 на крају. Упркос поразу у првом мечу, у реваншу су поправили свој учинак. Победа код куће са 2-1 захваљујући головима Арбена Виле и Сулејмана Меме. Обезбедили Албанији прву победу после више од 10 година, у овом такмичењу.

## Историја фудбалске репрезентације Албаније

### Предратна историја Албаније
Основана 6. јуна 1930. године, репрезентација Албаније је морала да чека 16 година да одигра своју прву међународну утакмицу, која је била против Југославије 1946. године. Албанија се већ 1932. придружила ФИФА-и (током конгреса 12-16. јуна), а 1954. је била једна од оснивача УЕФА . Албанија је била позвана да игра на Светском првенству 1934. године, али није учествовала због логистичких проблема.

### Шампион Балкана 1946
Ране године су надгледале изузетно успешан Балкански куп у кампањи 1946. године. Албанија је освојила куп пошто је савладала Југославију са изједначеним бодом али бољом гол разликом . Финална утакмица завршена је победом против Румуније резултатом 1:0. Четири дана раније, Албанија је победила Бугарску са 3–1. Није се очекивало да ће Албанија учествовати, али повлачење Грчке са турнира понудило је Албанији шансу да се придружи поново успостављеном послератном купу.

### Између 16 најбољих тимова у Европи на УЕФА Еуро 1964
Албанија се први пут у својој историји квалификовала на Европско првенство у фудбалу 1964. у Шпанији, на свој први велики мушки национални фудбалски турнир. Албанија се у првом колу сусрела са Грчком. Они не би учествовали јер се Грчка повукла, а Албанија је добила пролаз и тако је ушла у осмину финала на овом турниру. У осмини финала Албанци ће играти против Данске . У првом мечу су изгубили са 4-0 у гостима. Упркос победи у реваншу у Тирани, раним голом Панајота Паноа. Албанија није могла да се пласира у четвртфинале. На крају овог турнира Албанија је заузела 9. место. То је био једини пут да се Албанија нашла између 16 најбољих тимова Европе.

### 1964–72 Албанија учествује у фудбалу на квалификационим турнирима за Летње олимпијске игре
Албанија ће први пут у својој историји учествовати на Летњим олимпијским играма 1964. на квалификационом турниру за мушкарце. У којој су се Албанци у претколу сусрели са Бугарском . Албанија би изгубила оба меча тесно са 0–1 од Бугара, пропустивши следећу фазу. Албанија је тада учествовала по други и последњи пут у својој фудбалској историји на Летњим олимпијским играма 1972. одржаним у Минхену. У европским квалификацијама за мушкарце играће против Румуније у фази плеј-офа. У првом мечу су изгубили са 2-1 у гостима упркос изједначењу које је постигао Медин Жега у 55. минуту овог меча. У реваншу Албанија се суочила са Румунима на стадиону Кемал Стафа у Тирани. Албанци су добро почели меч, Панајот Пано доводи Албанију у предност у 29. минуту, али још једном нису успели да задрже резултат. Пошто је Румунија на крају постигла још два гола, да би овога пута још једном победила Албанију са 1–2.

### Историјска квалификација за Светско првенство у фудбалу Албаније 1986
Албанија би се у овим квалификацијама суочила са Белгијом, Пољском и њиховим ривалима Грчком . У првом мечу су се састали са Белгијом у Бриселу . Албанци су изгубили са 3–1 упркос изједначењу Бедрија Омурија у 71. минуту. Албанија би се суочила у гостима са Пољском на Стадион Стали Миелец. Ремизирали су головима Бедрија Омурија и чак водећи голом Агустина Кола са 2-1, али је на крају Пољска поново дала гол. Албанија је пропустила прву победу у овим квалификацијама. Након тога је Албанија славно победила Белгију код куће са 2-0 на стадиону Кемал Стафа. Голове су постигли Мирел Јоса и Арбен Минга чиме су Албанци обезбедили прву и једину победу у овим квалификацијама. Док је Албанија изгубила наредне две утакмице од Грчке у гостима са 2-0 и од Пољске код куће близу са 0-1. Недостаје близу квалификација за Светско првенство у фудбалу 1986 . У последњем мечу су се састали са Грчком код куће у Тирани . Иду испред голом Бедрија Омурија, али нису издржали јер је Грчка изједначила резултат у 54. минуту. На крају се игра нерешено 1-1. Упркос томе што су своју кампању завршили са четири бода на трећем месту. Албанија се приближила квалификацијама пошто је скоро победила сваког противника у овој групи. То су биле њихове најуспешније квалификације за Светско првенство у историји Албаније.

### Преокрет Албаније у резултатима између 2004. и 2006. године
Након лошег почетка у којем би Албанија ремизирала код куће против Швајцарске са 1–1 голом Едвина Муратија, али је изгубила у наредном мечу у гостима против Русије са 4–1 упркос ранијем изједначењу које је постигао Клодиан Дуро, Албанија је отпустила свог менаџера Ђузепеа Досену  и заменио га је Немцем ханс-Петером Бригелом за следећи меч. против Русије на стадиону Лоро Боричи у Скадру . У којој су Албанци победили са 3-1 головима Алтина Раклија, Алтина Лале и Игли Тареа и обезбедили ханса-Петера Бригела у његовом дебитантском мечу, као тренеру, његову прву победу за Албанију. Одвео је Албанију до низа без пораза на домаћим утакмицама ремизирајући против Републике Ирске 0–0 и победивши у последњем мечу Грузију са 3–1 головима Бесника хасија, Игли Тареа и нападача Албана Бушија. И поред добрих резултата, Албанија је групу завршила на претпоследњој позицији са осам бодова. У гостима Албанија није могла да постигне ниједан бод, али је успела да постигне 4 гола. Недостаје за шест бодова мање у плеј-офу.
Два месеца након што је Грчка победила Португал и освојила Европско првенство, Албанија је победила Грчку са 2-1 код куће са два брза гола Едвина Муратија и Адријана Алијаја, чиме је умањила могућност Грка да се квалификују. Албанци су после овог меча први пут водили на табели у квалификацијама. Албанија је разочарала поразом од Грузије у гостима и Данске код куће, пре него што се вратила на победнички пут победивши Казахстан са 0–1 голом Албана Бушија. Затим је Албанија играла са Украјином, Турском и Грчком, изгубивши сва три меча. Касније је Албанија победила Грузију са 3–2 са два гола Игли Тареа и једним Ервина Скеле, као и Казахстан са 2–1 головима Флоријана Миртаја и нападача Ерјона Богданија. Последњи позитиван резултат за Албанију у овим квалификацијама био би реми 2-2 у гостима са Украјином где је Богдани постигао два гола. На крају, Албанија је освојила 13 бодова и четири победе у свом тада најбољем резултату. Они су први пут у својој историји надмашили две нације у квалификацијама.

### Квалификације за Светско првенство 2014
Албанија је добро почела квалификације, нарочито савладавши Кипар са 3–1 головима Арманда Садикуа, Едгара Чанија и Ерјона Богданија, као и победивши Словенију код куће са 1–0 голом Одиса Рошија . након чега је уследила невиђена победа у гостима код Норвешке у Ослу након запањујућег гола Хамдија Салихија . Албанија би такође ремизирала против Норвешке код куће упркос томе што је водила у мечу голом Валдета Раме, а овај меч је завршио нерешеним резултатом 1–1. Тим је у једном тренутку био други са 6 одиграних мечева и 4 неодиграних, али није успео у последња четири, изгубивши на гостовању у Словенији и на Исланду, као и код куће од Швајцарске, и изједначење на Кипру. Са Де Биасијем, репрезентација Албаније је достигла невиђено велики број играча, који иако су по националности Албанци, нису рођени у Албанији, већ или на Косову, или ван Косова, док су пореклом од косовских Албанаца. У периоду 2011–13., 14 Албанаца косовског порекла било је или део стартап тима или су недавно позвани.

### УЕФА квалификације за Европско првенство 2016
Квалификациони жреб је одржан 23. фебруара 2014. Албанија је извучена у Групу И заједно са Португалом, Данском, Србијом и Јерменијом . Квалификациони мечеви почели су у септембру 2014. Албанија је квалификације почела историјским резултатом пошто је у гостима победила фаворита групе Португал са 1–0 захваљујући голу Бекима Балаја. У другом мечу против Данске у новоуређеној Елбасан Арени, Албанија је водила до 82. минута када је Ласе Вибе изједначио, при чему је меч завршио резултатом 1–1. У наредној утакмици против Србије на стадиону Партизана, меч је прекинут у 42. минуту након неколико инцидената на терену и ван њега. Србији је донета победа од 3-0 одлуком УЕФА . На одлуку су се жалиле и Србија и Албанија, али је ту одлуку подржала УЕФА. Оба савеза су потом уложила додатне жалбе Суду за спортску арбитражу, а Суд за спортску арбитражу је 10. јула 2015. одбио жалбу ФС Србије и делимично усвојио жалбу ФС Албаније, што значи сматра се да је Србија поражена са 0–3 и још им се одузимају три бода.
У четвртом мечу против Јерменије код куће, Албанија је заостајала од 4. минута после аутогола Мергима Мавраја, али је Маврај изједначио у 77. минуту снажним ударцем главом. Четири минута касније Скелзен Гасхи је постигао победнички гол, стављајући Албанију на 2. позицију заједно са Данском са 10 поена. То је био први пут да је Албанија први део квалификација завршила на другом месту. Албанија је поново ушла у историју победивши својевремено светске шампионе и домаћине УЕФА Еуро 2016. Француску у Елбасан арени у пријатељској утакмици „ Групе И “. После ремија против Данске, Албанија је изборила бар место у плеј-офу. Упркос поразу од Португала и Србије, Албанија је победила Јерменију са 3:0 у Јеревану и квалификовала се за УЕФА Еуро 2016, за свој први наступ на великом фудбалском турниру за мушкарце после 50 година.

### Албанија на УЕФА Еуру 2016
Албанија се квалификовала за Европско првенство у фудбалу 2016. које се одржава у Француској. Извучени су у јакој групи са домаћином Француском, Швајцарском и Румунијом. У њиховој другој кампањи Албанија је започела свој први меч групне фазе против Швајцарске. Упркос губитку од 0-1 након несрећног примљеног гола Ф. Шара у 5. минуту. Албанија је одиграла јак меч иако са 10 играча јер је Лорик Цана добио црвени картон због држања лопте руком у 36. минуту. Упркос томе, албански тим је добио похвале од фудбалске заједнице за одличан учинак. Албанија ће играти против Француске у другој утакмици у групи. До краја Албанија је у Марсеју држала јак нерешен резултат 0–0, али је на крају Албанија примила два гола Антоана Гризмана и Димитрија Пајеа да би на крају изгубила са 2–0. Албанија ће се у свом последњем мечу групне фазе сусрести са Румунијом . Албанија је меч добила са 0-1 ударцем главом који је постигао Армандо Садику у 43. минуту. У другом полувремену Албанија је одбранила резултат и обезбедила прву победу после 50 година на УЕФА Европском првенству у својој историји. Међутим, екипа је завршила на последњем месту међу трећепласираним екипама и није напредовала даље од групне фазе.
Албанија је 2020. године први пут победила у групи тако што је завршила на првом месту у групи 4 УЕФА Лиге нација Ц. Албанија је такође освојила место за плеј-оф Светског првенства 2022. и промовисана је у УЕФА Лигу нација Б.

## Почасти Албаније
- Балкански куп :
  - Шампиони (1): 1946
- Међународни фудбалски турнир на Малти :
  - Шампиони (1): 2000 [90]
- УЕФА Лига нација
  - Промоција (1): 2020–21 УЕФА Лига нација Ц

### Фудбалска репрезентација Албаније до 21 године
- УЕФА Европско првенство до 21 године
- Четвртфинале (1): 1984
- Балканско првенство за младе
- Победници (2): 1978, 1981

### Албански фудбалски клубови у Европи

#### ФК Тирана
- УЕФА Лига Шампиона
- Осмина финала (3): 1982-83, 1988-89 и 1989-90

#### Фламутари Валона
- УЕФА Лига Европе
- Осмина финала (1): 1987-88

#### Партизани Тирана
- Балкански куп
- Победници (1): 1970. године

## Омладински фудбал у Албанији

### Балканско првенство за младе
Албанија до 21 године учествовала је на Балканском првенству за младе као наследник тима до 23 године, у такмичењима 1976–78 и 1981, победивши у финалима Румуније и Бугарске. Нарочито 1978. године, реванш финалне утакмице против Румуније окарактерисан је великом победом Албаније од 7–1, што је највећа победа коју је Албанија У-21 икада забележила.

### УЕФА Европско првенство у фудбалу до 21 године 1984
Албанци до 21 године успели су да се квалификују само једном у својој историји, и то 1984. године када су успели да се квалификују за УЕФА Европско првенство у фудбалу до 21 године 1984, иако су се први пут такмичили на таквом турниру. Били су извучени у веома тешку групу у којој су биле Западна Немачка, Турска и Аустрија . Историјски догађај је био први пут да се било која албанска репрезентација квалификовала за Европско или Светско првенство и тек пети пут да се било која албанска репрезентација квалификовала за велика првенства. До данас се тим који се квалификовао за УЕФА Европско првенство у фудбалу до 21 године 1984. и даље сматра најуспешнијим тимом у историји албанског фудбала. Албанија У21 успела је да се квалификује без иједне изгубљене утакмице и остварила два веома добра ремија против једне од највећих и најбољих фудбалских нација, Западне Немачке.
Албанија је играла четвртфинале против Италије, од које је два пута изгубила са 0–1, односно 0–1, у Албанији и Италији.

## Албански фудбалери
У прошлости Албанија је давала играче као што су Лоро Боричи који је био капитен албанске фудбалске репрезентације, као и Панајот Пано, Наим Криезиу и Риза Лусхта.
Наим Криезиу је своју дугу фудбалску каријеру започео у СК Тирани где је играо шест сезона освојивши четири Супериоре категорије између 1934. и 1939. као и једну титулу у Купу Албаније 1938-39 . После 1939 . запазио га је италијански професор спорта који му је предложио да игра за Рому . Затим је играо за Рому између 1939. и 1947. постигавши 27 голова и са њима освојио титулу у Серији А 1941–42 . Његово највеће достигнуће у фудбалској каријери. Бити први албански фудбалер који је освојио титулу у Серији А. Касније ће успешно играти за ССЦ Наполи постигавши у пет сезона 39 голова за Гли Аззуррис. Пре пензионисања фудбалске каријере 1954. Постигао је 68 голова у Серији А и до данас је један од најуспешнијих албанских фудбалера у историји фудбала у Европи.
Касније је започео тренерску каријеру, служећи и као главни тренер АС Роме кратко време током сезоне 1963–64 као замена за Алфреда Фонија. још једном ће тренирати Рому између 1970. и 1973. у својој каријери.
Риза Лушта је познати фудбалер у Албанији и Италији. Фудбалску каријеру је започео у КФ Тирани где је освојио Категориа Супериоре четири пута у шест сезона, са којима је играо. Затим би играо за Серију А ССЦ Бари за предстојећу сезону. Где је постигао три гола на шеснаест мечева. Његови наступи са Баријем привукли су интересовање торинског Јувентуса коме се придружио 1940. после само годину дана у Барију. Пет сезона би играо за Стару даму. Његова најуспешнија сезона била је у Серији А 1941–42, где је постигао 15 голова за Јуве као најбољи стрелац странца у Серији у тој сезони. Лушта је ушао у историју пошто је са Јувентусом из Торина освојио Куп Италије 1941–42 . Тамо где је познат по свом хеттрику, постигао је гол против Милана у реваншу финала. Риза Лушта би био први албански фудбалер који је био рекордер на Купу Италије са 8 голова на 6 мечева.
Лоро је у својој фудбалској каријери углавном играо за Партизани из Тиране, са њима је три пута освојио Категориа Супериоре, као и са Албанијом Балкански куп 1946. на домаћем терену. Имао је кратак период у Италији са римским Лацијум где је постигао три гола као први албански фудбалер који је играо у иностранству у Серији А. 
Панајот Пано је познати фудбалер у Албанији. Већи део каријере провео је у Партизану из Тиране . Где је играо 15 година између 1960. и 1975. за њих постигао 136 голова. Са њима је четири пута освојио албанску Суперлигу, као и шест пута освојио Куп Албаније и једну титулу Купа Балкана 1970. своју једину међународна титулу са Партизани Тирана. Играо је за Албанију 24 пута између 1963. и 1973. године, где је познат по голу против Данске у реваншу осмине финала Купа европских нација 1964. године, чиме је Албанији обезбедио прву победу на неком турниру.
Због својих вештина и способности, Пано је од спортских коментатора добио надимак „Мали Пушкаш“. Такође га добро памте светски познати играчи као што су Франц Бекенбауер, Вили Шулц, као и председник Фенербахчеа албанског порекла Мислим Беи који га хвале као талентованог нападача упоређујући га са Пелеом и Еузебиом .
У новембру 2003. изабран је за Златног играча од стране Фудбалског савеза Албаније као њихов најистакнутији играч у последњих 50 година.
Пано је 6. марта 2009. године од председника Албаније Бамира Топија примио одликовање Почаст нације . Ово је био први пут у историји Албаније да је фудбалер одликован орденом Част нације.
У новијој историји Албанија је дала врхунске талентоване играче као што је Лорик Цана за кога је играо за Пари Сен Жермен који је освојио Куп Француске 2003-04, као и играјући за њиховог ривала Олимпик из Марсеја . Такође је играо за екипу Серије А СС Лацио који је освојио Куп Италије 2012–13 . Лорик Цана је играч са највише утакмица у историји од Албаније са укупно 93 утакмице. Такмичио се са Албанијом на УЕФА Евро 2016. одржаном у Француској. Играју два од своја три меча у групној фази. Након тога се пензионисао као професионални фудбалер.
Најпознатији играч у овом тренутку је Томас Стракоша, голман Лација у Серији А који је са њима освојио два Купа Италије 2012–13 и 2018–19 . Такође је два пута освојио Суперцоппа Италиана 2017. и 2019. против Јувентуса из Торина. Елсеид хисај који је у прошлости играо за ФК Наполи који је са њима освојио Куп Италије 2019–20 . Тренутно игра за римски Лацио. Берат Ђимсити игра за Аталанту .

## Присталице
Тифозат Кук е Зи ( енгл. Red and Black Fans, такође познат као Клуб навијача националног фудбалског тима Албаније ) је непрофитно удружење фудбалских навијача за фудбалску репрезентацију Албаније и разне спортске активности националног тима. Основана је 25. децембра 2003. У сарадњи са Фудбалски савезом, организује излете за љубитеље фудбала у посету утакмицама, развија и продаје робу како би се издржавао и финансирао спортске пројекте.
Тифозат Кук е Зи чврсто стоји на политичком ставу да Албанци треба да деле само једну репрезентацију и да имају континуиране тежње да се удруже у једну државу (Ње Комб, Ње Комбетаре), односно уједињење Албаније, Косова, итд. У том смислу, ТКЗ-у се придружују различита удружења навијача широм региона албанског говорног подручја углавном на Косову (Схкипоњат из Пећи, Кукезињет е Јаковес из Ђаковице, Плисат из Приштине, Торцида из Митровице, итд. ), Северној Македонији ( Балистет из Тетова, Илирет из Куманова, итд.) и у самој Албанији ( Ултрас Герилс од Партизани Тиране, Тирона Фанатикс од КФ Тиране, Влазнија Ултрас од Влазније Улазниа У Дејкендер Схкодер, Дејек Схкодер, Схкипоњат из КФ Беса Пеје и многи други различити албански навијачи).
Текући спор између Министарства културе, омладине и спорта и Фудбалског савеза Албаније виђен је као политички упад ФИФА и УЕФА, што је довело до забране Албаније из међународних спортских активности. Председник савеза Арманд Дука је веома непожељан од стране ТКЗ-а, који је много пута тражио његову оставку верујући да је одговоран за унутрашњу корупцију у Албанском фудбалском савезу .
```
су хвалили многи различити фудбалери и менаџери, који нису били само Албанци. Један пример је са бившим селектором Швајцарске, 
Отмаром Хицфелдом
, који је био запрепашћен колико се албанских навијача појавило и колико су били ентузијастични у 
квалификационој утакмици за Светско првенство 2014.
 између 
Швајцарске
 и Албаније где су Швајцарци победили 2-0 захваљујући головима Гекана Инлера и 
Џердан Шаћири
, рођен на Косову. Није веровао да је на трибинама 12.000 албанских навијача, што је више од броја швајцарских навијача. Он је навео да су "албански навијачи фантастични и најстраственији навијачи које сам икада видео".
[
120
]
 Током те кампање, је присуствовао свим утакмицама које је Албанија играла осим утакмице против 
Кипра
 у 
Никозији
, а такође је био велики број на гостовању 
Словенији
 у 
Марибору
 и 
Норвешкој
 у 
Ослу
 .
[
121
]
[
122
]
[
123
]
```